# Saad el-Shazly
Saad Mohamed el-Husseiny El Shazly (n. 01.04.1922, Basyoun, Egipt – d. 10.02.2011, Cairo, Egipt) a fost un comandant militar egiptean. El era șeful de stat major al Egiptului în timpul Războiului de Iom Kipur. În urma criticii sale publice la adresa Acordurilor de la Camp David, a fost demis din funcția de ambasador în Marea Britanie și Portugalia, apoi a plecat în Algeria ca refugiat politic.
El este creditat cu echiparea și pregătirea forțelor armate egiptene în anii anteriori capturării cu succes a liniei israeliene Bar-Lev la începutul Războiului de Iom Kipur din 1973. El a fost demis din funcție pe 13 decembrie 1973. 